# Notodonta hibernica
Notodonta hibernica är en fjärilsart som beskrevs av Caradja 1895. Notodonta hibernica ingår i släktet Notodonta och familjen tandspinnare. Inga underarter finns listade i Catalogue of Life.